# Herm (arkitektur)

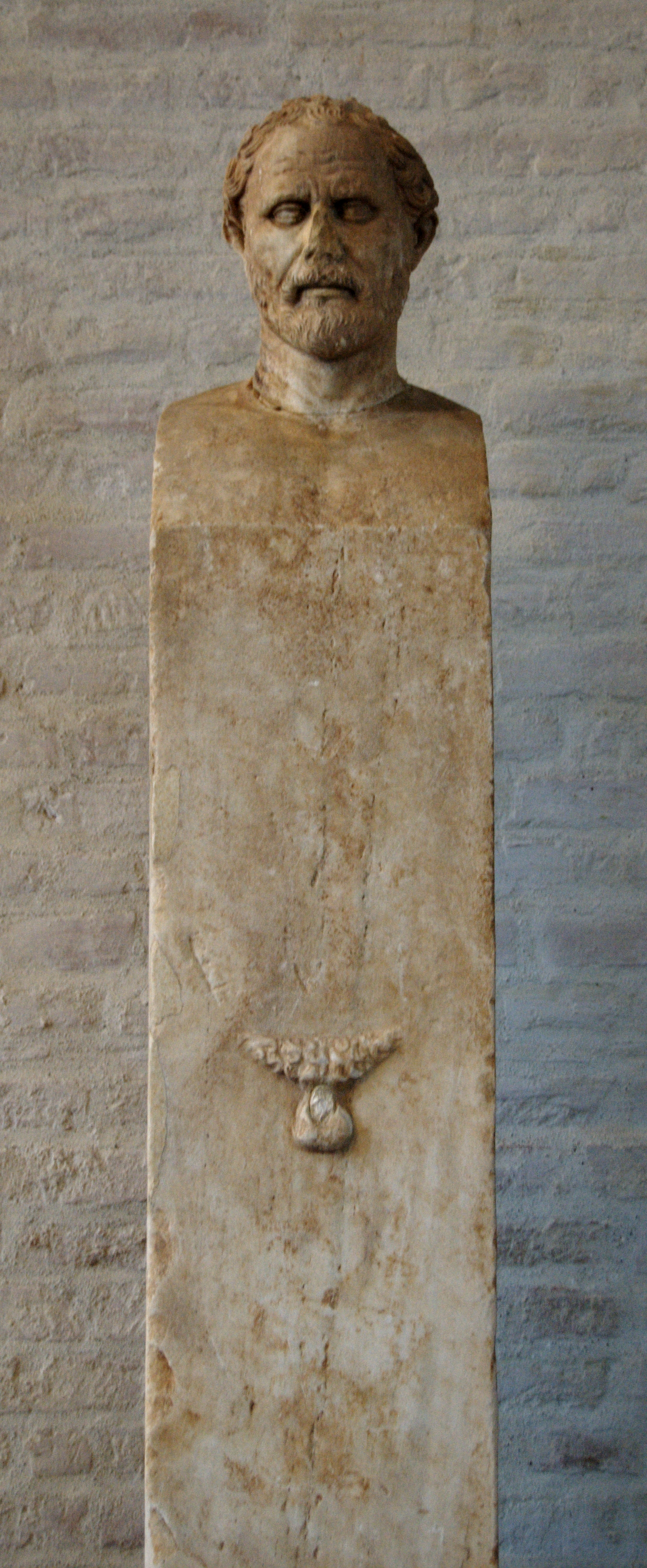
Herm av Demosthenes från Agora.

En herm är en stele med huvud, och ibland även torso eller fallos. 
De förekom i antikens Grekland först inom Hermeskulten. Senare användes de också för andra gudar och personer, särskilt Pan, Priapos och Dionysos. De var viktiga i den folkliga religionen, och ställdes oftast ut på offentliga platser.
Hermokopidaffären är namnet på den förstörelse av ett stort antal hermer som skedde i Aten år 415 f. Kr., strax före atenarnas planerade flottexpedition mot Sicilien, och de oroligheter som detta dåd utlöste i staden. Efter noggranna undersökningar, och utlovad belöning för angivare, angavs oratorn Andokides samt befälhavaren för Sicilienfälttåget Alkibiades som skyldiga till dådet.    
Under renässansen och barocken kom hermer åter på modet, och de har även förekommit inom senare stilfaser.